# 10203 Flinders
10203 Flinders (1997 PQ) là một tiểu hành tinh vành đai chính được phát hiện ngày 1 tháng 8 năm 1997 bởi F. B. Zoltowski ở Woomera.